# Rivalta Bormida
Rivalta Bormida (Arvàuta in piemontese) è un comune italiano di 1 351 abitanti della provincia di Alessandria, in Piemonte. È situato a 130 metri s.l.m. e si estende per circa 1000 ettari.

## Origini del nome
Il toponimo risulta già attestato nel 985 (Ripa alta), quindi nel 1191 troviamo Ripalta Vallis Burmide e, nello stesso anno, Castri de Rivalta de valle Burraie.
Trae il nome da una "ripa alta", sponda elevata rispetto al fiume Bormida che la costeggia.

## Storia
- 1216 - Rivalta Bormida si costituisce come "Libero Comune"
- 1331 - Si sottomette autonomamente al Marchesato del Monferrato
- 1487 - Dopo innumerevoli vendite e acquisti, il territorio finisce nelle mani dei marchesi di Maranzana
- Dal 1331 fino al 1708 - Funge da fortezza di confine tra il Marchesato del Monferrato e quello di Milano

Nel Marchesato Aleramico fu tenuta in suffeudo dai Monferrato da Pietro Tibaldeschi (5 aprile 1477), Pietrine Bobba (27 marzo 1489), Costantino Comneno, principe di Tessaglia (24 febbraio 1492), Mercurino Arborio Gattinara (14 marzo 1521), che la lasciò alla figlia Elisa Arborio Gattinara moglie del conte Alessandro di Lignana, signora di Settimo (25 luglio 1529).
Fabrizio, suo pronipote, ne fu investito col comitato (9 aprile 1637); la figlia Barbara la trasmise ai figli Giovanni Battista e Mercurino di Sannazzaro (13 luglio 1679), i cui discendenti vendettero il 2 maggio 1680, per 62.000 lire milanesi, il feudo a Giacomo Ottaviano Ghilini, marchese di Maranzana
- 1797 - Perdita del feudo da parte dei marchesi di Maranzana a causa dell'estinzione dei diritti feudali.

### Simboli
Stemma
(D.P.R. 14 dicembre 1956)
La fascia ondulata d'argento simboleggia la Bormida.

## Monumenti e luoghi d'interesse

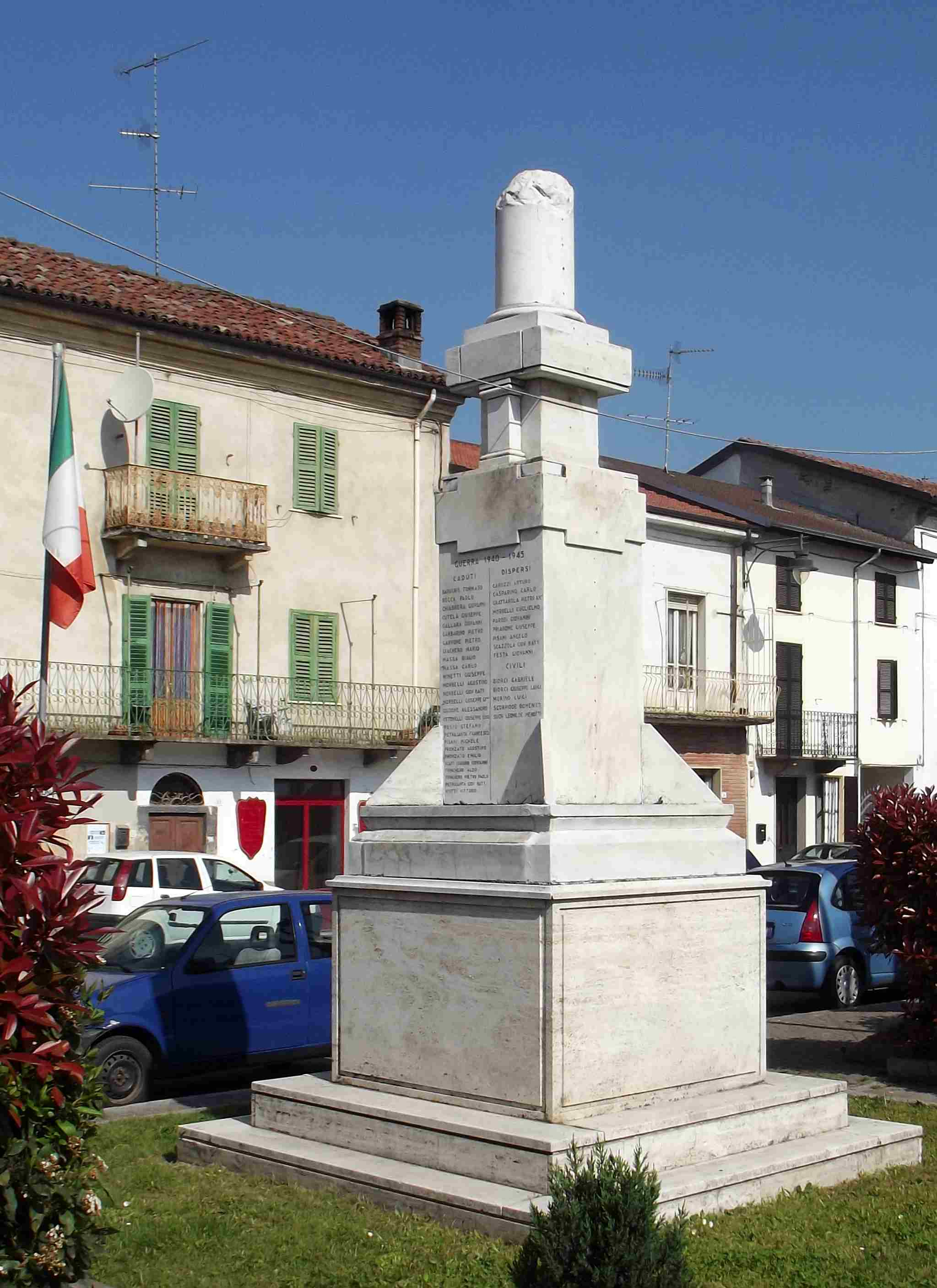
Il monumento ai caduti

A Rivalta vi sono due monumenti ai caduti e due lapidi, una in onore di Giuseppe Garibaldi e l'altra in onore di Giuseppe Baretti.
(Lapide in memoria di Giuseppe Baretti)
(Lapide in memoria di Giuseppe Garibaldi)

### Castello
Il castrum rivaltese presenta una forma quadrangolare con vie ortogonali formanti contrade. Dal fossato d'entrata nella città vecchia si nota il paramento in cotto delle antiche mura di cinta, in passato delimitate dalle quattro torri angolari che servivano da difesa alle due porte di accesso (la porta degli Orti a Sud e la porta della Contrada Lunga ad Est) delle quali rimane soltanto un troncone del sec. XIV.
Tra gli edifici di rilevanza storica nel centro di Rivalta figurano: 
- Palazzo Bovio della Torre (oggi sede della casa parrocchiale)
- Palazzo Bruni (che ospita oggi un ristorante ed ampi spazi espositivi)
- Palazzo Lignana Gattinara (secoli XVI-XVIII), antica residenza dei feudatari di Rivalta e attuale sede espositiva della Fondazione Elisabeth de Rothschild.

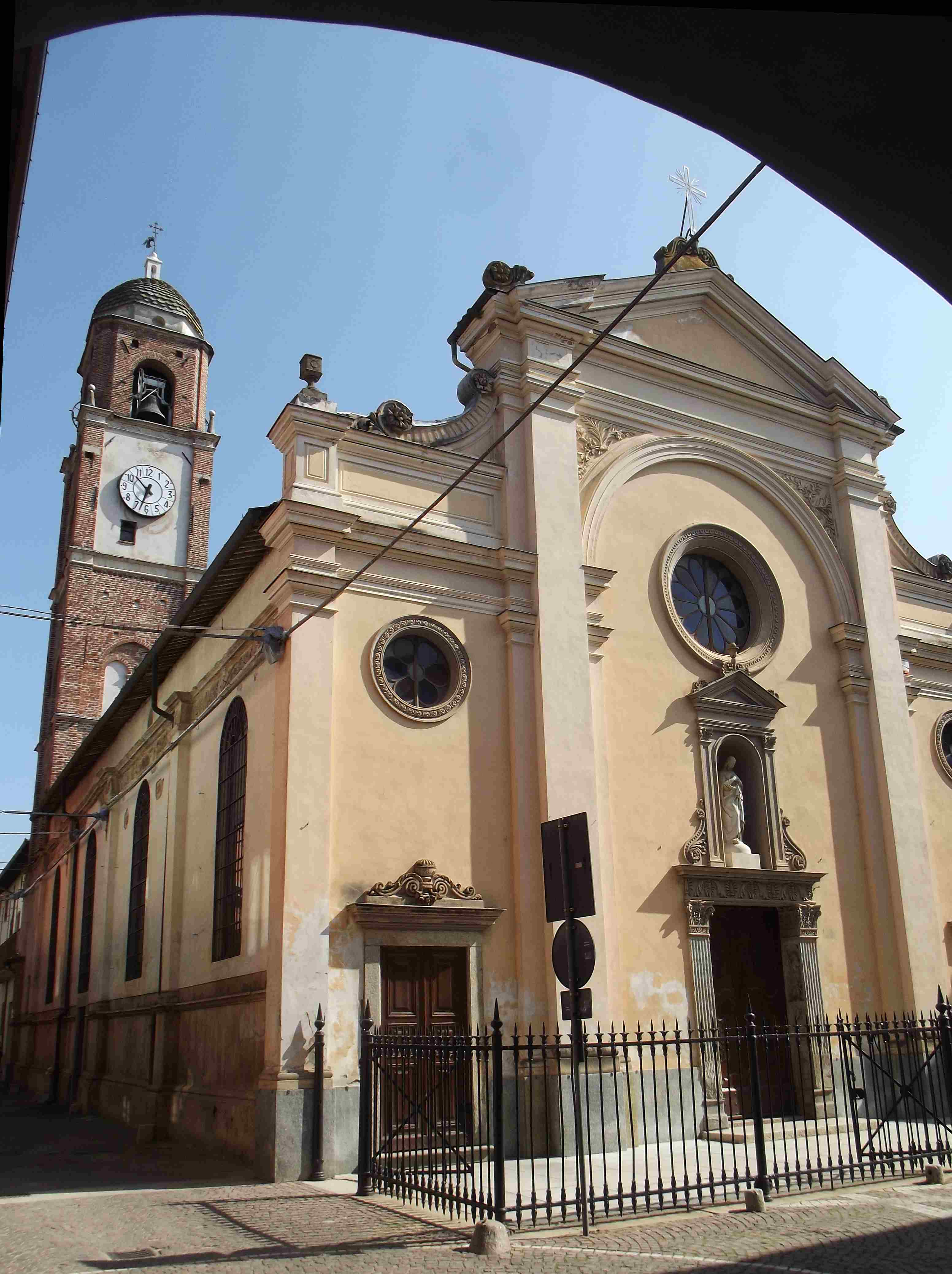
Parrocchiale di San Michele Arcangelo

- Chiesa parrocchiale di San Michele Arcangelo

## Società

### Evoluzione demografica
Abitanti censiti

## Cultura

### Eventi
La Pro Loco organizza diverse sagre durante il periodo estivo, tra cui la famosa "Rosticciata" che da più di quarant'anni si svolge l'ultimo sabato di Luglio e la sagra dello zucchino, ortaggio tipico del paese, durante i festeggiamenti del santo patrono San Domenico, il 4 Agosto.

## Amministrazione

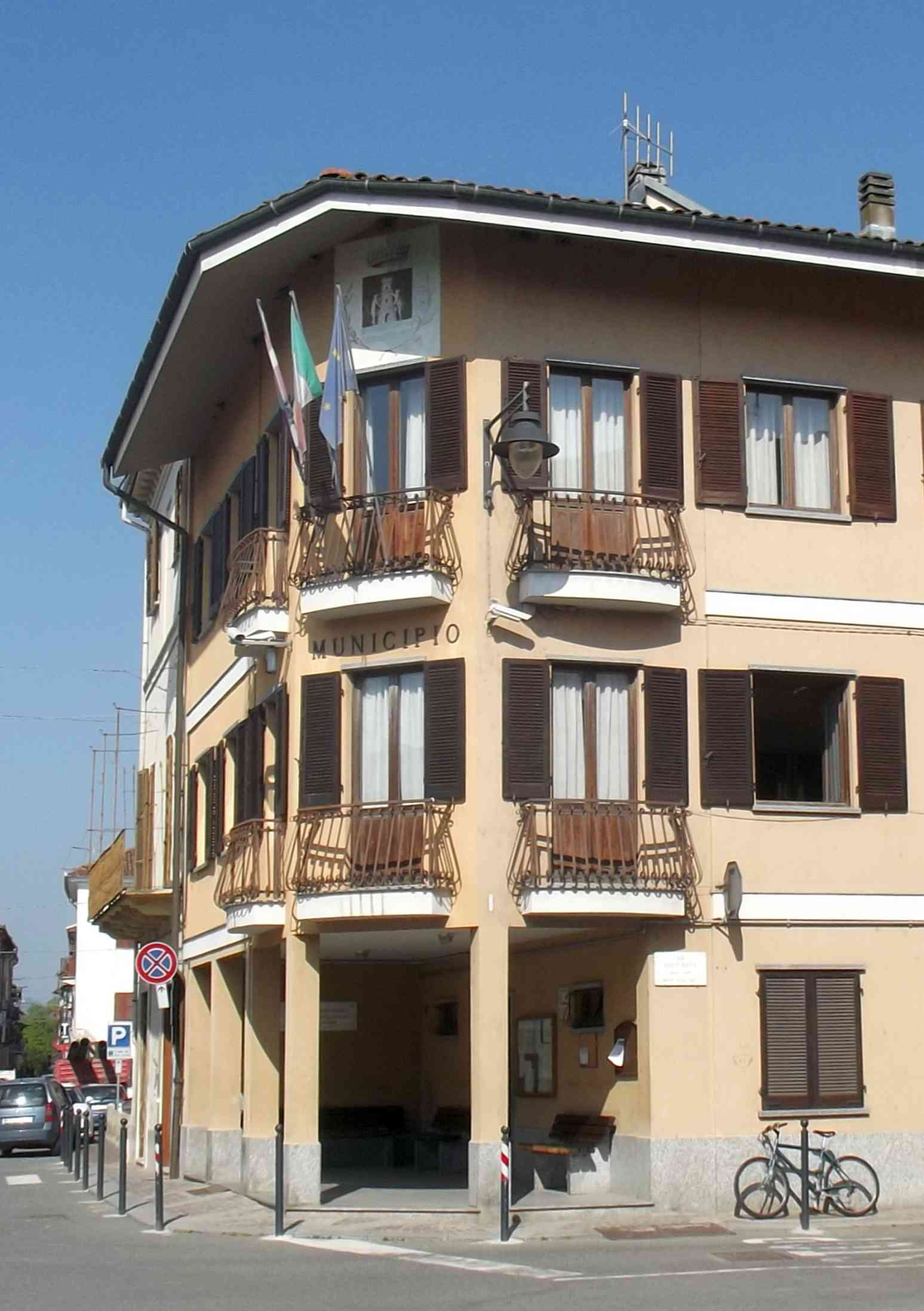
Il municipio

Di seguito è presentata una tabella relativa alle amministrazioni che si sono succedute in questo comune.
| Periodo           | Periodo           | Primo cittadino          | Partito                                    | Carica               | Note  |
| ----------------- | ----------------- | ------------------------ | ------------------------------------------ | -------------------- | ----- |
| 27 maggio 1985    | 21 marzo 1990     | Giovanni Abrile          | Partito Comunista Italiano                 | Sindaco              | [ 5 ] |
| 21 maggio 1990    | 24 aprile 1995    | Giovanni Gerolamo Briata | Democrazia Cristiana                       | Sindaco              | [ 5 ] |
| 24 aprile 1995    | 14 giugno 1999    | Gian Franco Ferraris     | centro-sinistra                            | Sindaco              | [ 5 ] |
| 14 giugno 1999    | 14 giugno 2004    | Gian Franco Ferraris     | lista civica                               | Sindaco              | [ 5 ] |
| 15 giugno 2004    | 8 giugno 2009     | Domenico Valter Ottria   | lista civica                               | Sindaco              | [ 5 ] |
| 8 giugno 2009     | 26 maggio 2014    | Domenico Valter Ottria   | lista civica Insieme per Rivalta           | Sindaco              | [ 5 ] |
| 26 maggio 2014    | 14 luglio 2014    | Domenico Valter Ottria   | lista civica Insieme per Rivalta           | Sindaco              | [ 5 ] |
| 14 luglio 2014    | 31 maggio 2015    | Claudio Pronzato         | lista civica Insieme per Rivalta           | Vicesindaco reggente | [ 5 ] |
| 31 maggio 2015    | 20 settembre 2020 | Claudio Pronzato         | lista civica Insieme per Rivalta campanile | Sindaco              | [ 5 ] |
| 20 settembre 2020 | in carica         | Claudio Pronzato         | lista civica Campanile insieme per Rivalta | Sindaco              | [ 5 ] |